# Hestina jermyni
Hestina jermyni is een vlinder uit de familie van de Nymphalidae. De wetenschappelijke naam van de soort werd in 1911 gepubliceerd door Hamilton Herbert Druce. Dit taxon wordt inmiddels beschouwd als een ondersoort van Hestina nicevillei (Moore, 1895).